# Hondje Woef
Hondje Woef is een personage uit de eerste serie van de Nederlandse poppenserie De Fabeltjeskrant.
Hij wordt door Greta 2 aangetroffen in het Grote Dierenbos nadat hij daar is achtergelaten door zijn baasje. Omdat hij niet weet wat zijn naam is, verzint Greta 2 de naam Hondje Woef, al noemt zij hem zelf steevast Honnie. Hij wordt door Greta's ouders Margaretha Bontekoe en Teun Stier meteen opgenomen in het gezin. Hondje Woef en Greta 2 worden goede vrienden en halen tezamen geregeld streken uit met andere bewoners van het Grote Dierenbos. Samen met Borita (het dochtertje van Bor de Wolf en Oléta Vulpecula) vormen Greta 2 en Hondje Woef de enige kinderen in het Grote Dierenbos, die alleen in het vijfde seizoen in 1974 in de Fabeltjeskrant zijn te zien.
De stem van Hondje Woef werd ingesproken door Frans van Dusschoten.